# Station Guichen - Bourg-des-Comptes
Station Guichen - Bourg-des-Comptes is een spoorweghalte in de Franse gemeente Guichen. Zij wordt bediend door treinen van het netwerk TER Bretagne op de trajecten Rennes - Messac-Guipry en Rennes - Redon.